# Sölvesborgs Golfklubb
Sölvesborgs Golfklubb är en golfklubb i Blekinge.
Den ligger vid Sölvesborgsviken, omkring en kilometer från Sölvesborg. Golfbanan är en omväxlande park- seasidebana som av Svensk Golf kallats "En undangömd pärla" och en miniatyr av Barsebäcks GCC. Banan är känd för att vara relativt lättspelad - främst till följd av att "man alltid hittar bollen" trots att fariways kantas av tallar på ett flertal hål.
Banan är oftast spelbar med sommargreener större delen av året.